# Wizzard (britische Band)

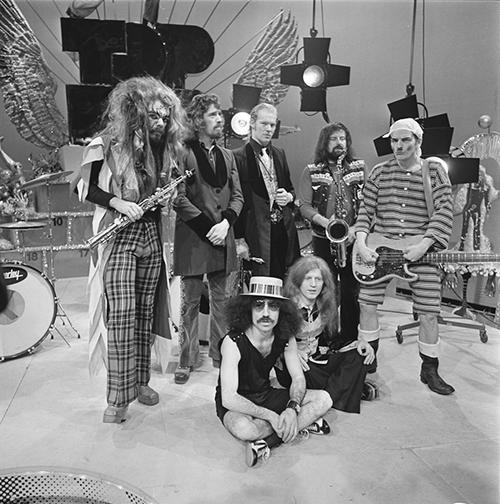
Wizzard, 1974

Wizzard war in den 1970er-Jahren die Band von Roy Wood, nachdem er das Electric Light Orchestra verlassen hatte.

## Karriere
Weitere Musiker waren Bill Hunt, Hugh McDowell, Rick Price, Charly Grima, Nick Pentelow, Keith Smart, Mike Burney, Bob Brady – alles Multiinstrumentalisten wie Roy Wood, darunter Cellisten, Bläser und zwei Schlagzeuger. Der Musikstil lag irgendwo zwischen Big Band und Rock ’n’ Roll. Allgemein wird Wizzard wegen des äußeren Erscheinungsbilds dem Glam Rock zugerechnet, was aber den Kern der Sache nicht trifft – dafür war ihre Musik einfach zu anspruchsvoll, besonders auf den LPs. So spielte die Band auch Stücke des Progressive Rock, etwa Meet me at the Jailhouse oder Ball Park Incident. Die Gruppe existierte von 1972 bis ca. 1976 und hatte 1973 Nummer-1-Hits (See my Baby Jive, Angel Fingers) in den britischen Charts sowie eine Reihe weiterer Top-Ten-Hits. Wizzard veröffentlichte drei Alben: Wizzard Brew (1973, mit Alan Parsons am Mischpult), Introducing Eddy and the Falcons (1974) und Main Street (2000 / aufgenommen 1976). Später erschien noch ein „Best of“-Album Singles A’s and B’s, das auch seltene Single-B-Seiten der Gruppe enthält. 2023 wurde das Doppelalbum "The Singles Collection" veröffentlicht.

## Diskografie

### Studioalben
| Jahr | Titel                            | Höchstplatzierung, Gesamtwochen, AuszeichnungChartsChartplatzierungen (Jahr, Titel, Platzierungen, Wochen, Auszeichnungen, Anmerkungen) | Anmerkungen                       |
| Jahr | Titel                            | UK | Anmerkungen                       |
| ---- | -------------------------------- | --- | --------------------------------- |
| 1973 | Wizzard Brew                     | UK29 (7 Wo.)UK | Erstveröffentlichung: März 1973   |
| 1974 | Introducing Eddy and the Falcons | UK19 Silber · (4 Wo.)UK | Erstveröffentlichung: August 1974 |
| 2000 | Main Street                      | — | Erstveröffentlichung: 2000        |

### Kompilationen
- 1973: See My Baby Jive
- 1996: The Best of Roy Wood and Wizzard

### Singles
| Jahr | Titel Album                                                          | Höchstplatzierung, Gesamtwochen, AuszeichnungChartplatzierungen (Jahr, Titel, Album, Platzierungen, Wochen, Auszeichnungen, Anmerkungen) | Höchstplatzierung, Gesamtwochen, AuszeichnungChartplatzierungen (Jahr, Titel, Album, Platzierungen, Wochen, Auszeichnungen, Anmerkungen) | Höchstplatzierung, Gesamtwochen, AuszeichnungChartplatzierungen (Jahr, Titel, Album, Platzierungen, Wochen, Auszeichnungen, Anmerkungen) | Anmerkungen                         |
| Jahr | Titel Album                                                          | DE | AT | UK | Anmerkungen                         |
| ---- | -------------------------------------------------------------------- | --- | --- | --- | ----------------------------------- |
| 1972 | Ball Park Incident Wizzard Brew                                      | — | — | UK6 (12 Wo.)UK | Erstveröffentlichung: November 1972 |
| 1973 | See My Baby Jive Wizzard Brew                                        | DE5 (17 Wo.)DE | AT20 (4 Wo.)AT | UK1 Gold · (17 Wo.)UK | Erstveröffentlichung: April 1973    |
| 1973 | Angel Fingers (A Teen Ballad) Wizzard Brew                           | DE22 (7 Wo.)DE | — | UK1 Silber · (10 Wo.)UK | Erstveröffentlichung: August 1973   |
| 1973 | I Wish It Could Be Christmas Everyday Wizzard Brew                   | — | — | UK4 ×3Dreifachplatin · (104 Wo.)UK | Erstveröffentlichung: November 1973 |
| 1974 | Rock ’n’ Roll Winter (Loony’s Tune) Introducing Eddy and the Falcons | — | — | UK6 (7 Wo.)UK | Erstveröffentlichung: April 1974    |
| 1974 | This Is the Story of My Love (Baby) Introducing Eddy and the Falcons | — | — | UK34 (4 Wo.)UK | Erstveröffentlichung: August 1974   |
| 1974 | Are You Ready to Rock Introducing Eddy and the Falcons               | — | — | UK8 (10 Wo.)UK | Erstveröffentlichung: November 1974 |

grau schraffiert: keine Chartdaten aus diesem Jahr verfügbar